# インジフ・シュティルスキー
インジフ・シュティルスキー（Jindřich Štyrský, 1899年8月11日 - 1942年3月21日）は、チェコのシュルレアリスム画家、写真家、詩人。

## 略歴
フラデツ・クラーロヴェーのギムナジウム卒業後、プラハ美術アカデミーで絵画を学ぶ。1923年、カレル・タイゲ、ヴィーチェスラフ・ネズヴァルらが創設した若手前衛芸術家のグループ、デヴィエチルのメンバーになる。1925年から1929年までトワイヤンとともにパリに滞在。のちの「叙情的抽象」の先駆けとされるいくつかのテーゼを提唱し「人工主義」と名付けた。パリ滞在中に当地のシュルレアリスム・グループとの交流があり、大きく影響を受ける。1930年からプラハの雑誌の編集の仕事を行う。1934年、トワイヤン、タイゲ、ネズヴァルらとともに、チェコスロヴァキアにおけるシュルレアリスム・グループを結成する。1942年、プラハで死去。

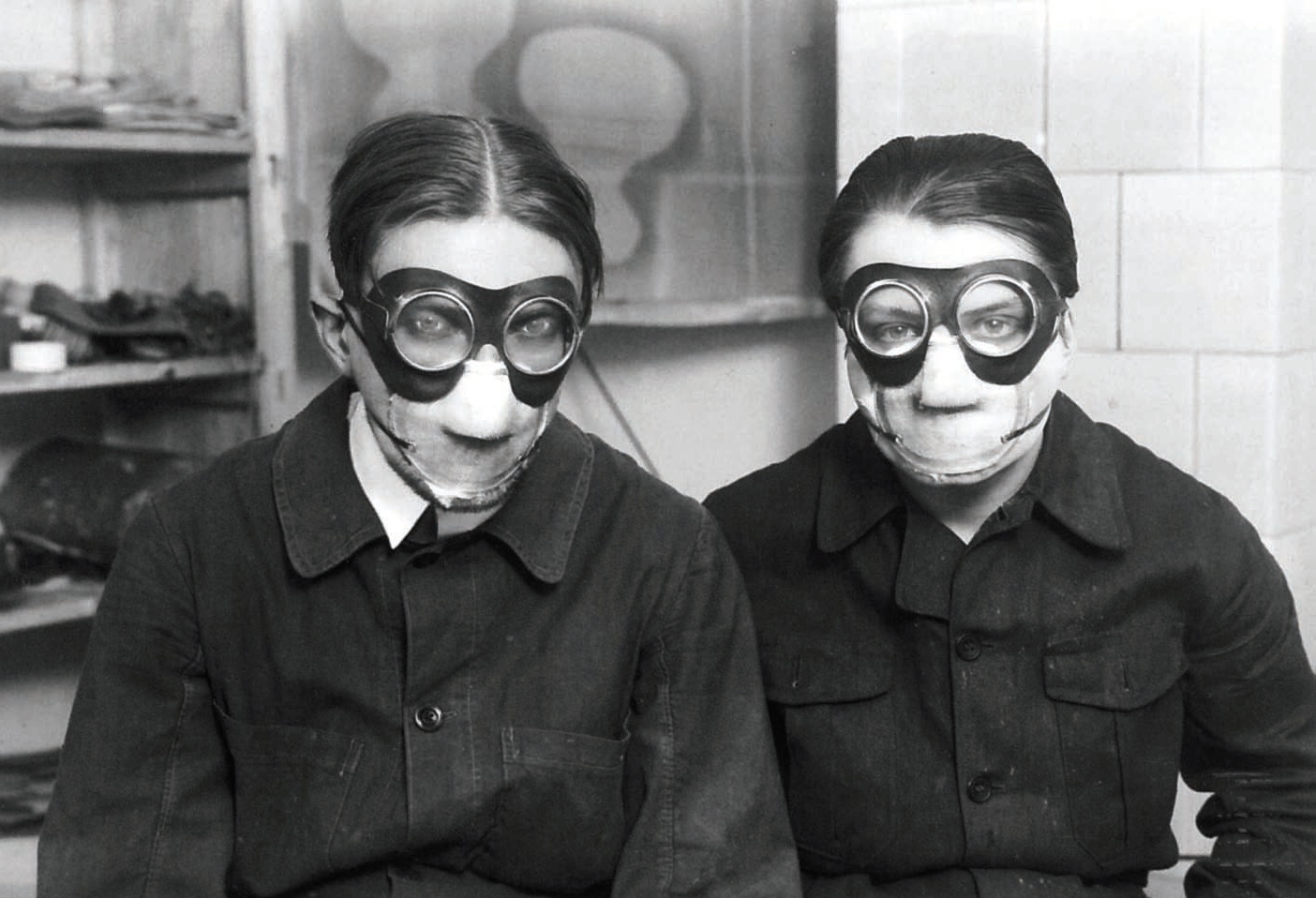
シュティルスキーとトワイヤン（1929年）

## 翻訳
- ヴィーチェスラフ・ネズヴァル、インジフ・シュティルスキー『性の夜想曲 チェコ・シュルレアリスムの〈エロス〉と〈夢〉』赤塚若樹編訳、風濤社、2015年、ISBN  4892193968

## 作品

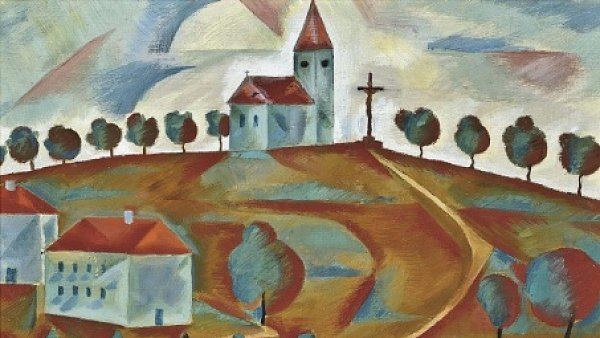
Kostel na kopci (1921)
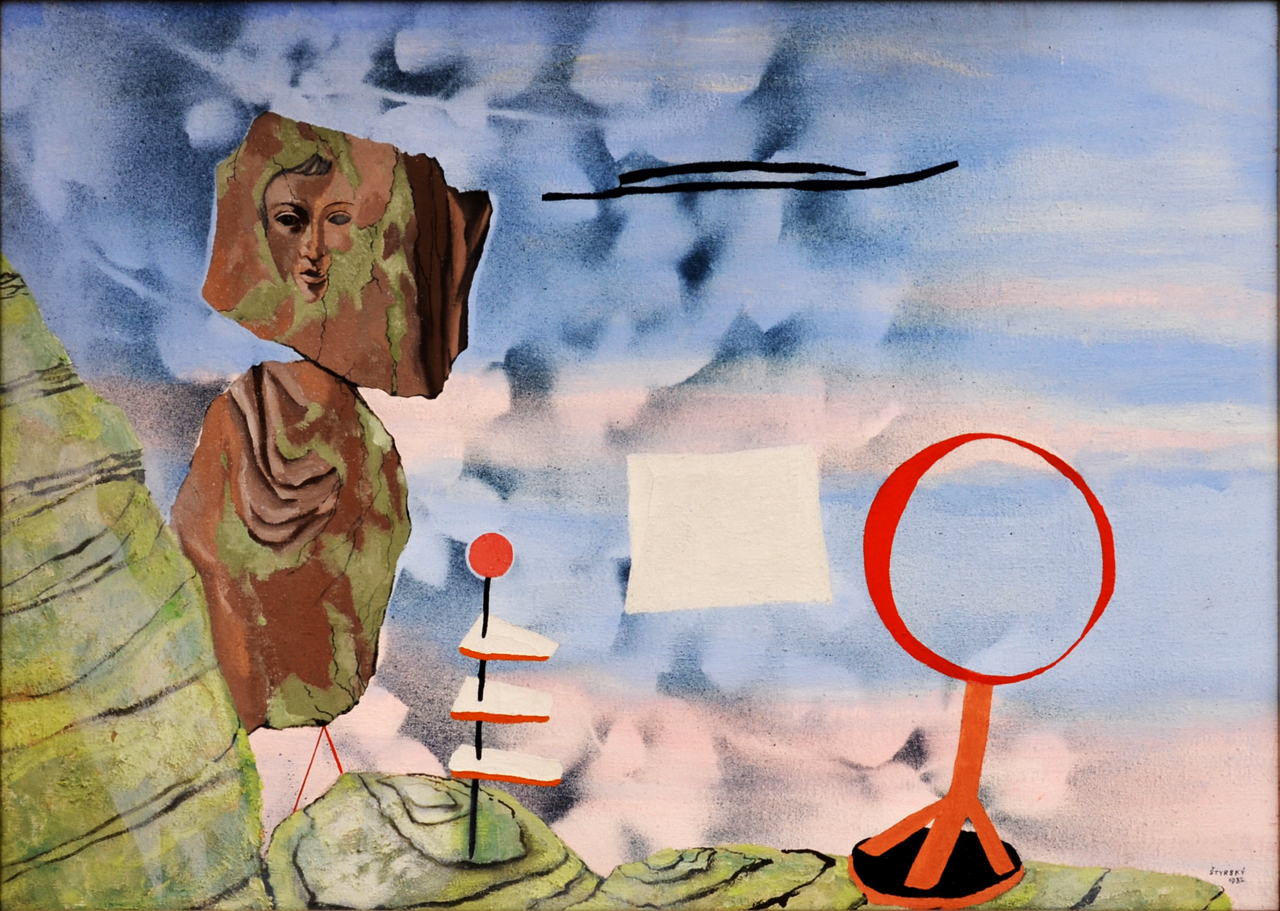
Obraz (1932)
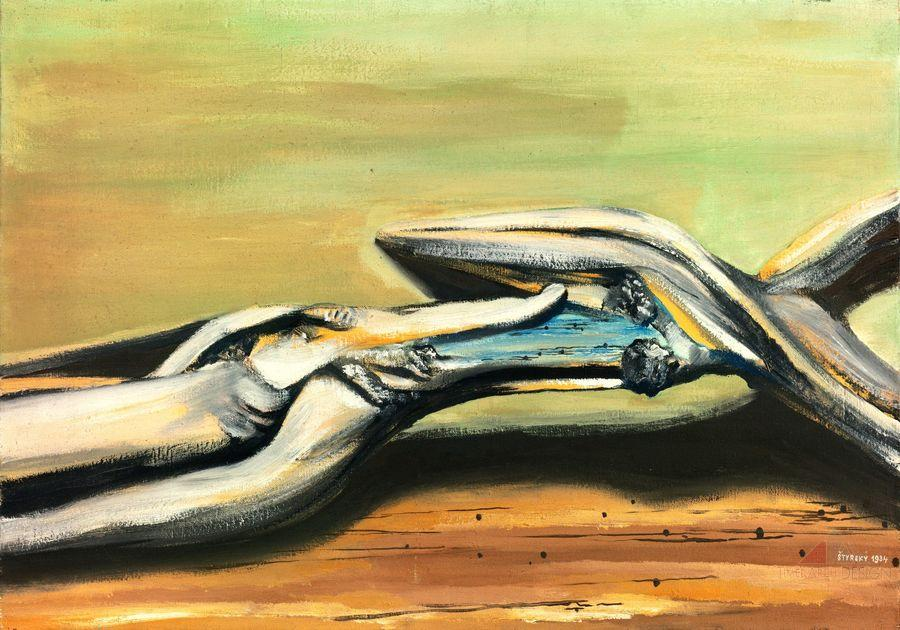
Kořeny (1934)